# Manning (Alberta)
Manning ist eine Gemeinde im Nordwesten der kanadischen Provinz Alberta, etwa 73 km nördlich von Peace River, mit dem Status einer Kleinstadt (englisch Town). Manning liegt in der Region Nord-Alberta und wird vom Notikewin River, einem Nebenfluss des Peace River, durchflossen. Die Kleinstadt ist Sitz des Verwaltungsbezirks („municipal distric“) County of Northern Lights.
Die Ortschaft wurde zu Ehren von Ernest Manning, dem Premierminister von Alberta zwischen 1943 und 1968, benannt. Ursprünglich hieß die Ortschaft Aurora. Die Ortschaft ist aber auch als Land of the Mighty Moose bekannt.
Die Gemeinde entstand infolge der landwirtschaftlichen Entwicklung nach dem Ersten Weltkrieg, als die Regierung über das „Soldier Settlement Board“ zurückkehrenden Soldaten der Canadian Expeditionary Force Land zur Verfügung stellte. Die Wirtschaft von Manning ist heute vor allem von der Landwirtschaft, Forstwirtschaft und dem Verkauf von Erdgas abhängig.

## Demographie
Der Zensus im Jahr 2016 ergab für die Gemeinde eine Bevölkerungszahl von 1183 Einwohnern, nachdem der Zensus im Jahr 2011 für die Gemeinde noch eine Bevölkerungszahl von 1164 Einwohnern ergab. Die Bevölkerung hat dabei im Vergleich zum letzten Zensus im Jahr 2011 deutlich schwächer als die Entwicklung in der Provinz um 1,6 % zugenommen, während der Provinzdurchschnitt bei einer Bevölkerungszunahme von 11,6 % lag. Im Zensuszeitraum 2006 bis 2011 hatte die Einwohnerzahl in der Gemeinde noch sehr stark um 22,0 % abgenommen, während sie im Provinzdurchschnitt um 10,8 % zunahm.

## Verkehr
Die Gemeinde wird für den Fernverkehr durch den Alberta Highway 35, welcher die Gemeinde in Nord-Süd-Richtung durchquert, erschlossen. Der örtliche Flughafen (IATA-Code: -, ICAO-Code: -, Transport Canada Identifier: CFX4) liegt nördlich der Kleinstadt und hat nur eine asphaltierte Start- und Landebahn von 1701 m Länge.

## Söhne und Töchter der Stadt
- Les Jackson (* 1952), kanadischer Eishockeyspieler und -trainer